# Domjan Mihály
Domjan Mihály vagy Domian Mihály (szlovénül Mihael Domjan) (megh.: Bokod, 1737. k.) evangélikus lelkész. A források szerint 1711-től szolgált a komáromi Bokodon, a Rákóczi-szabadságharc után.
1711. március 24-én Kispécen (ma Kajárpéc) aláírta azt a levelet, ami Károlyi István lelkészt hívta meg esperesnek a környékre.

Vilko Novak azonosítása alapján Domján is szerkesztette az ún. régi martyánci énekeskönyvet, ami vendül íródott és a menekülő szlovén protestánsok révén a Dunántúl más részein is elterjedt. Domján nevű családok élnek ma is a szlovénok körében, de írásos forrás nem említi, hogy Domján is ilyen nemzetiségű lenne. Egyébként Szákon (Szákszend) volt egy Kertschmayer Mihály nevű lelkész, aki a Muravidékről származott, ott Kercsmár/Kerčmar családok ugyancsak élnek most is.

## Külső hivatkozás
- PAYR SÁNDOR: A DUNÁNTÚLI EVANGÉLIKUS EGYHÁZKERÜLET TÖRTÉNETE
- Vilko Novak: Martjanska pesmarica, ZALOŽBA ZRC. Ljubljana 1997. ISBN 961-6182-27-7